# Megastigmus physocarpi
Megastigmus physocarpi är en stekelart som beskrevs av Crosby 1913. Megastigmus physocarpi ingår i släktet Megastigmus och familjen gallglanssteklar. Inga underarter finns listade i Catalogue of Life.